# Herbert IV. od Vermandoisa
Herbert IV. (francuski: Héribert IV de Vermandois; 1032. — 1080.) bio je francuski plemić te grof Vermandoisa (po svome pravu) i Valoisa (de jure uxoris).
Bio je sin grofa Otona i njegove supruge Pavije te je oca naslijedio 1045. godine. Donirao je zemlju crkvi Saint-Quentin te je oženio Adelu od Valoisa. Adela je bila grofica Valoisa po svom vlastitom pravu; kći grofa Rudolfa IV. od Valoisa i njegove supruge, grofice Adele de Bar-sur-Aube.
Herbert i Adela su imali dvoje djece, sina Oda i kćer Adelajdu. Odo je oca naslijedio, a poznat je i kao Odo Ludi jer je navodno bio psihički nestabilan. Adelajda ga je potom naslijedila.